# 베를린 템펠호프 공항
베를린 템펠호프 공항(독일어: Flughafen Berlin-Tempelhof, IATA: THF, ICAO: EDDI)은 독일 베를린에 있던 공항이다. 베를린 봉쇄와 공수 작전 때 큰 역할을 하였다.

## 역사
베를린 도심에 위치했던 이 공항은 1923년 10월 8일에 개항하였다. 1930년대 중반에 나치 독일 정부가 대대적으로 증축하였는데, 이때 지어진 메인 건물은 당시에는 지구상에서 가장 큰 건물들 중 하나였다.
독일이 동서로 분단되었을 때에는 동독에 둘러싸여 지리적으로 고립된 서베를린에 속하게 되어 테겔 국제공항과 더불어 서베를린의 항공 관문 역할을 했고, 1970년대 초까지는 대부분의 현대식 항공기를 수용할 수 있었다. 그러나 도심 한가운데에 위치해 짧은 활주로와 소음의 문제를 해결할 수 없었기 때문에, 2006년에 베를린 브란덴부르크 공항의 건설이 시작되면서 2008년 10월 30일에 운영을 중단하고 폐쇄하였다. 다만, 공항 시설들은 철거하지 않고 시민 공원으로 활용되고 있다.
동서독 통일 이후 베를린 한 도시에 3개(서베를린 2개, 동베를린 1개)의 공항을 두고 있는 것에 대한 비효율성과 도심의 소음 문제가 계속 제기되었음에도 불구하고 이 공항의 폐쇄를 막기 위한 주민투표 시도가 있었고, 2008년 4월 27일에 법적 구속력이 없는 주민투표가 실시되었으나 낮은 투표율로 인해 무산되었다. 2015년 9월에는 유럽 난민 위기를 계기로 독일에 도착한 난민들의 수용 시설로 활용되었다.

## 같이 보기
- 베를린 브란덴부르크 공항
- 베를린 테겔 국제공항
- 베를린 쇠네펠트 공항